# Apag
Apag (tdl. ‘Mesa de Comedor’) es una película filipina de 2022 dirigida por Brillante Mendoza.

## Premisa
El restaurador de Kapampangan, Rafael Tuazon (Coco Martín), que estaba haciendo preparativos para un banquete, se ve involucrado en un fatal accidente vehicular que le quitó la vida a un conductor de triciclo (Matías). Su padre Alfredo Tuazon (Lito Lapid) cae por el crimen para salvar a su hijo de repercusiones legales. Rafael, libre pero vencido por la culpa, intenta desagraviar a Nita (Gladys Reyes), la viuda del conductor.

## Elenco
- Coco Martín como Rafael Tuazon
- Lito Lapid como Alfredo Tuazon
- Gladys Reyes como Nita

Otros miembros del reparto incluyen a Jaclyn José, Gina Pareño, Julio Díaz, Shaina Magdayao, Mark Lapid, Vince Rillon y Joseph Marco. Aljur Abrenica iba a interpretar a Rafael Tuazon, pero fue reemplazado por Martin después de que Abrenica se retirara del proyecto.

## Producción
Apag fue producida por Center Stage Productions con Brillante Mendoza como director y Arianna Martínez como guionista. La película fue financiada parcialmente por la Sociedad del Festival Internacional de Cine de Hong Kong, que estipuló que Mendoza produjera una película que no incluyera sexo, violencia o política, un elemento habitual en las películas anteriores de Mendoza.
El nombre de la película, Apag, proviene de la abreviatura de «Hapag Kainan» o Mesa del Comedor. La película es un homenaje a las raíces kapampangan de Mendoza, utilizando un elenco estrictamente pampangueno y filmada en idioma pampango.
Mendoza creó un final alternativo para la película siguiendo una sugerencia del actor principal Coco Martín. El nuevo final fue descrito como una conclusión algo violenta en comparación con el final feliz habitual del original. Se creó para cumplir con los requisitos de presentación para el Festival de Cine de Verano de Metro Manila 2023. La película inalterada no es elegible para participar debido a que en ese momento ya se había proyectado en varios festivales de cine internacionales.

## Lanzamiento
Apag fue lanzada internacionalmente como Feast. Se estrenó en el Festival Internacional de Cine de Busan en octubre de 2022. De 2022 a 2023 se proyectó en varios festivales de cine internacionales como el Festival de Cine de Varsovia, el Festival Mundial de Cine de Bangkok, el Festival Internacional de Cine Vesoul y el Festival de Cine Asiático de Corea del Sur.
La película se proyectó en cines de Filipinas como una de las ocho entradas oficiales del Festival de Cine de Verano de Metro Manila 2023, que comenzó el 8 de abril de 2023. El estreno del MMSFF de 2023 contó con un final diferente al proyectado en festivales de cine internacionales anteriores.

## Reconocimientos
| Premio                                 | Fecha de la ceremonia | Categoría                | Recipient(s) | Resultazo | Ref. |
| -------------------------------------- | --------------------- | ------------------------ | ------------ | --------- | ---- |
| 2023 Metro Manila Summer Film Festival | 11 de abril de 2023   | Best Actress             | Gladys Reyes | Ganador   |      |
| 2023 Metro Manila Summer Film Festival | 11 de abril de 2023   | Best Original Theme Song | Apag         | Ganador   |      |
| 2023 Metro Manila Summer Film Festival | 11 de abril de 2023   | Best Float               | Apag         | Nominado  |      |